# Харрис, Пол Перси

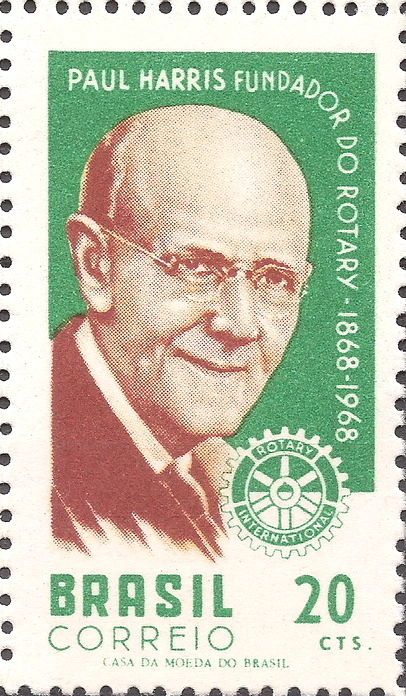
Пол Перси Харрис на почтовой марке Бразилии

Пол Пе́рси Ха́ррис (англ. Paul Percy Harris; род. 19 апреля 1868 года, Расин, штат Висконсин, США — 27 января, 1947 года, Чикаго, штат Иллинойс, США) — американский адвокат, основавший в 1905 году Rotary International, которая в настоящее время насчитывает более 1,2 миллиона человек во всём мире.

## Биография
Пол Перси Харрис родился в городе Расин в штате Висконсин. Когда ему было три года, семья переехала в штат Вермонт в дом дедушки. Харрис учился в Принстонском университете, университете штата Вермонт и университете штата Айова. В течение следующих пяти лет он жил за счёт случайных подработок для газеты как продавец и репортёр. Подрабатывал на фруктовой ферме, на кораблях, перевозивших скот в Европу, а также работал актёром и ковбоем. Гаррис поселился в Беверли, окрестности Чикаго, где проживал до своей смерти в 1947 году.
Адвокатскую практику Харрис начал в 1896 году в Чикаго. В 1905 году Харрис организовал свой первый ротари-клуб вместе с друзьями и клиентами Сильвестром Шиллой, Гюставом Лоэром и Хирамом Шори. Первичная цель создания клуба заключалась в объединении профессиональных и деловых людей для дружбы, братства и сотрудничества. Уже на начальном этапе Харрис понял, что ротари-клубу необходима более крупная цель. В 1907 году, уже будучи президентом ротари-клуба, создал первый публичный проект клуба по строительству общественных туалетов в Чикаго. Проведение социальных проектов превратило ротари-клуб в социальный, который впоследствии перерос в международное объединение клубов, целью которых стало проведение международных социальных программ.
Харрис имел большие амбиции по превращению местного (локального) клуба в общеамериканский, а затем и в международный. Впоследствии эти амбиции были осуществлены, когда начали создаваться аналогичные ротари-клубы на западном побережье США, а затем по всей территории США и в Европе.
Умер 27 января 1947 года, похоронен в Чикаго на кладбище Mount Hope Cemetery.

## Наследие

### Ротари Интернешнл
К моменту смерти Пола Харриса в возрасте 78 лет Ротари Интернешнл разрослась до более чем 200 тысяч участников в 75 странах мира. Сегодня Ротари Интернешнл насчитывает более 1,2 миллиона участников во всем мире.
Девиз Ротари Интернэшнл: «Служение выше Себя» (англ. «Service above Self»). Основной акцент клуба делается на осуществлении местных и международных проектов, направленных на социальное служение как местной общине, так и человечеству в целом.

### Братство Пола Харриса

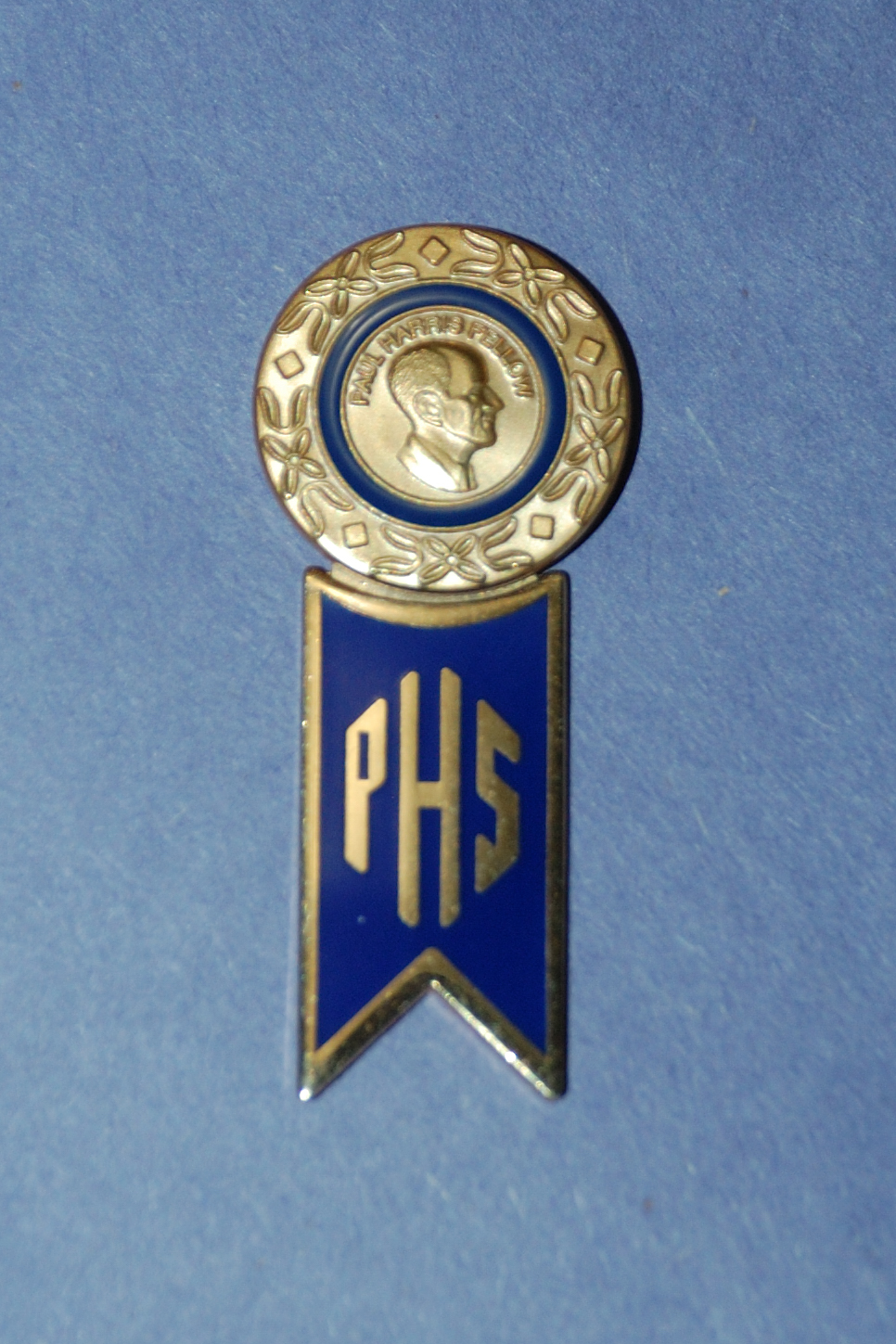
Золотой значок «Братства Пола Харриса»

Члены, которые внесли более 1 000 долларов в Фонд Годовой программы (англ. Annual Program Fund), Фонд Полио Плюс (англ. Polio Plus Fund), гуманитарные программы грантов Ротари Фонда, признаются членами Братства Пола Харриса. Кроме того, отдельные ротари-клубы могут время от времени признать отдельных лиц (даже тех, которые не являются членами ротари-клубов) «Братьями Пола Харриса». Лауреатом может стать человек, который отвечает высоким профессиональным и личным качествам, установленным Полом Харрисом.
Член «Братства Пола Харриса» получает специальный сертификат и золотую булавку. Кроме того, в зависимости от решения Братства член может получить золотой значок с голубовато-золотой лентой.
Члены «Братства», которые продолжают осуществлять взносы, получают за них специальные баллы, которые могут быть использованы для назначения других лиц членами «Братства Пола Харриса».

### Общество Пола Харриса
Общество Пола Харриса (англ. Paul Harris Society) — специальная программа в ведении ротари-районов. Члены Общества Пола Харриса обязуются ежегодно вносить 1 000 долларов в Фонд Годовой программы (англ. Annual Program Fund) Ротари. Член Общества Пола Харриса получает специальный нагрудный значок, аналогичный значку «Братства Пола Харриса». Отличием является лишь наличие значок аббревиатуры «PHS».